# 장오
장오(張敖, ? ~ 기원전 181년)는 중국 진나라 말기, 전한의 인물이다. 고제의 사위로 본래 전한의 제후국 조나라의 왕이었으나, 부하의 황제 암살 혐의로 인해 왕위를 잃고 고제의 공신 제3위로 격하되었다. 혜제의 장인이다. 작위와 시호는 선평무후(宣平武侯), 또는 노원왕(魯元王)이다.

## 일대기
조경왕 장이의 아들로, 장이가 장초의 진왕 진승의 명령을 받고 무신을 따라 옛 조나라 영역을 공략하러 갔을 때 장초에 남아 있었다. 장이가 무신을 권해 장초에서 독립해 조나라 왕이 되게 하자 분노한 진승에게 다른 권속들과 함께 체포되었으나, 마음을 바꾸고 무신 일당을 회유하려는 진승에게서 풀려나 성도군에 봉해졌다.
기원전 207년, 조왕 무신이 부하 이량의 배반으로 살해당했다. 아버지 장이는 동료 진여와 함께 조왕 헐을 옹립하고 조나라를 재건했으나, 진나라의 반란군 진압 대장 장한이 이량의 투항을 받아 한단성을 접수하고 수하 왕리에게 조왕 헐과 장이가 있는 거록을 포위하게 해 거록은 위급해졌다. 당시 장오는 대나라에서 병사 1만여 명을 모았으나, 제후들의 구원군과 마찬가지로 감히 거록을 포위한 진나라 군을 치지 못했다.
한왕 5년(기원전 202년) 12월, 조나라 왕이 된 장이가 재위 1년 만에 죽자 그 뒤를 이어 조왕이 됐다. 또 고조의 맏딸 노원공주와 혼인해 황제의 사위가 됐다. 이해 고제가 항우를 해하에서 무찌르자 다른 제후왕들과 함께 정월에 고제에게 황제의 칭호를 바쳤다.
고제 7년(기원전 200년), 고제가 조나라를 지나자 장인으로서 극진히 모셨고, 고제에게서 가벼이 대접을 받았다. 이를 본 재상 관고(貫高)와 조오 등은 주군이 이런 치욕을 받자 분노해 마침내 고제를 죽이기로 결심했고, 주군으로서 말렸으나 소용이 없었다. 이들은 고제 8년(기원전 199년) 고제가 조나라를 지나는 길에 박인(柏人)이라는 곳에 사람을 숨겼으나, 고제가 여기에 머물지 않고 지나가 실패했다. 고제 9년(기원전 198년), 관고에게 원한을 품은 사람이 이 사건을 고변해 장오 · 관고 등은 체포되었으나, 관고가 가혹한 고문을 견디며 장오의 결백을 주장했기에 용서를 받았으며, 고제의 사위인 까닭에 왕 자리에서 쫓겨나 선평후에 봉해지는 것으로 마무리됐다. 압송될 때 고제가 감히 따라오는 사람은 삼족을 멸하겠다고 했으나 맹서·전숙 등 10여 인이 따라와, 사건이 끝난 후 이들을 모두 고제에게 부탁했고 고제가 이들을 접견하고서는 모두 조정의 관리들보다 뛰어난 사람들이라 각지의 태수나 왕국의 승상으로 삼았다.
사기 장이진여열전에 따르면 고황후 6년에 죽었고, 한서 장이진여전에 따르면 고황후 7년(기원전 181년)에 죽었고, 사기 여태후본기에 따르면 고황후의 둘째 7년(기원전 181년)에 죽었다. 죽을 때 아들 장언이 노왕이어서 노원왕(魯元王)이란 시호를 받았다.

## 가계
- 장이 (아버지)
  - 장오
  - 노원공주 (아내)
    - 장언 (아들)

  -  ? (첩)
    - 장치
    - 장수